# Титлево
Титлево (пол. Tytlewo, нім. Tittlewo) — село в Польщі, у гміні Лісево Хелмінського повіту Куявсько-Поморського воєводства.
Населення — 117 осіб (2011).
У 1975-1998 роках село належало до Торунського воєводства.

## Демографія
Демографічна структура станом на 31 березня 2011 року:
|          | Загалом | Допрацездатний вік | Працездатний вік | Постпрацездатний вік |
| -------- | ------- | ------------------ | ---------------- | -------------------- |
| Чоловіки | 63      | 16                 | 44               | 3                    |
| Жінки    | 54      | 8                  | 35               | 11                   |
| Разом    | 117     | 24                 | 79               | 14                   |